# Făclia
Făclia, cunoscut între 1990 și 2007 drept Adevărul de Cluj, este un ziar din Cluj-Napoca, România. Este succesorul revistei Partidului Comunist Român, Lupta Ardealului.